# Troyvikt
Troyvikt är ett myntviktsystem i Storbritannien sedan 1400-talet, officiellt påbjudet 1527. Den egentliga viktsenheten var förr 1 troy pound (även kallad troy weight). 
Troy pound (lb) =12 ounce (à 31,103 gram; oz) à 20 pennyweight (à 1,555 gram; dwt) à 24 troy grain (à 0,06479 gram; gr.) à 20 mite (à 0,00324 gram) =373,242 gram.
Troyvikt används för guld, silver, platina, mynt och juveler (utom diamanter och pärlor) och även använd som medicinalvikt och för vetenskapliga bestämningar.